# 罗迪诺
罗迪诺（義大利語：Roddino），是意大利库内奥省的一个市镇。总面积10.45平方公里，人口392人，人口密度37.5人/平方公里（2009年）。ISTAT代码为004195。